# Blutsühne
Die Blutsühne ist eine umstrittene Lehre, die von Brigham Young, dem zweiten Propheten und Präsidenten der  Kirche Jesu Christi der Heiligen der Letzten Tage, verkündigt wurde. Sie besagt, dass die Sünde wider den Heiligen Geist durch Blutvergießen des Sünders gesühnt werden könne. Dabei solle das Blut des Sünders auf den Erdboden tropfen und versickern. Der mormonische Geheimbund der Daniten wird als Vollstrecker der Blutsünde angenommen.

## Konzept
Nach mormonischer Lehre sühnt das Blut von Jesus Christus die Sünden aller, die zur Umkehr bereit sind, doch bei jenen, die „gegen den Heiligen Geist lästern“ reiche das allein nicht aus; Mord und Ehebruch werden als solche Lästerungen des Heiligen Geistes betrachtet. Jene, welche gegen den Heiligen Geist gesündigt haben, gelten den Mormonen daher als „Söhne des Verderbens“, die nach dem Tod von den Reichen der Herrlichkeit ausgeschlossen seien und in die „äußerste Finsternis“ geworfen werden. Diese Idee entwickelte Brigham Young am 21. September 1856 weiter, indem er verbreiten ließ:

„Es gibt Sünden, die von Menschen begangen werden, die weder in dieser noch in der kommenden Welt vergeben werden können. Und wenn sie ihre Augen geöffnet hätten, um ihren wahren Zustand zu sehen, wären sie vollkommen bereit, ihr Blut auf dem Boden vergießen zu lassen, so dass dessen Rauch als ein Opfer für ihre Sünden zum Himmel aufsteigen möge, denn, wenn dies nicht der Fall sein sollte, werden diese in der Geisterwelt bei ihnen verbleiben.“

„Es gibt Sünden, für die durch ein Opfer auf einem Altar gesühnt werden kann, wie in alten Tagen, und es gibt Sünden, für die das Blut eines Lammes, eines Kalbes oder einer Wildtaube keine Verzeihung bewirken kann, denn diese müssen mit dem Blut eines Menschen gesühnt werden.“

Diese Ansicht über die Blutsühne formulierte Brigham Young zum ersten Mal, nachdem neun Beteiligte an der Tötung Joseph Smiths von einem Gericht in Carthage am 30. Mai 1845 freigesprochen wurden. Am 27. Juni 1845, dem ersten Jahrestag des Todes Joseph Smiths, erklärte Brigham Young: „Es gebührt Gott und Seinem Volk, das Blut Seiner Knechte zu rächen“. Zu diesem Zweck beauftragte er die Kirchenoberen, einen „Bluteid“ in die mormonische Zeremonie des Endowments aufzunehmen. Der Eid lautete:

„Ich werde beten und nie aufhören zu beten und nie aufhören, den Herrn im Himmel zu bitten, daß Er das Blut der Propheten an diesem Volk räche, und solches werde ich meine Kinder und Kindeskinder lehren bis ins dritte und vierte Glied.“

Jeder, der in die Mormonenkirche aufgenommen wurde, musste dieses Gelübde ablegen. Es wurde erst 1927, nachdem der Text des Eids der nichtmormonischen Presse zugespielt worden war und in der Öffentlichkeit einen Aufschrei der Empörung auslöste, aus dem Eid gestrichen.
1978 verfasste Bruce R. McConkie, Mitglied im Kollegium der Zwölf Apostel, unter der Anweisung des Kirchen-Präsidenten Spencer W. Kimball einen offenen Brief, in welchem er angab, dass sich Youngs Ausführungen nicht auf die heutige oder damalige Gegenwart beziehen, sondern auf die Zeit von Moses und des biblischen Israels. Der Anführer des LeBaron-Clans, Ervil LeBaron, gab unter Berufung auf die Doktrin der Blutsühne zahlreiche Morde an Abtrünnigen in Auftrag.